# Малеімід

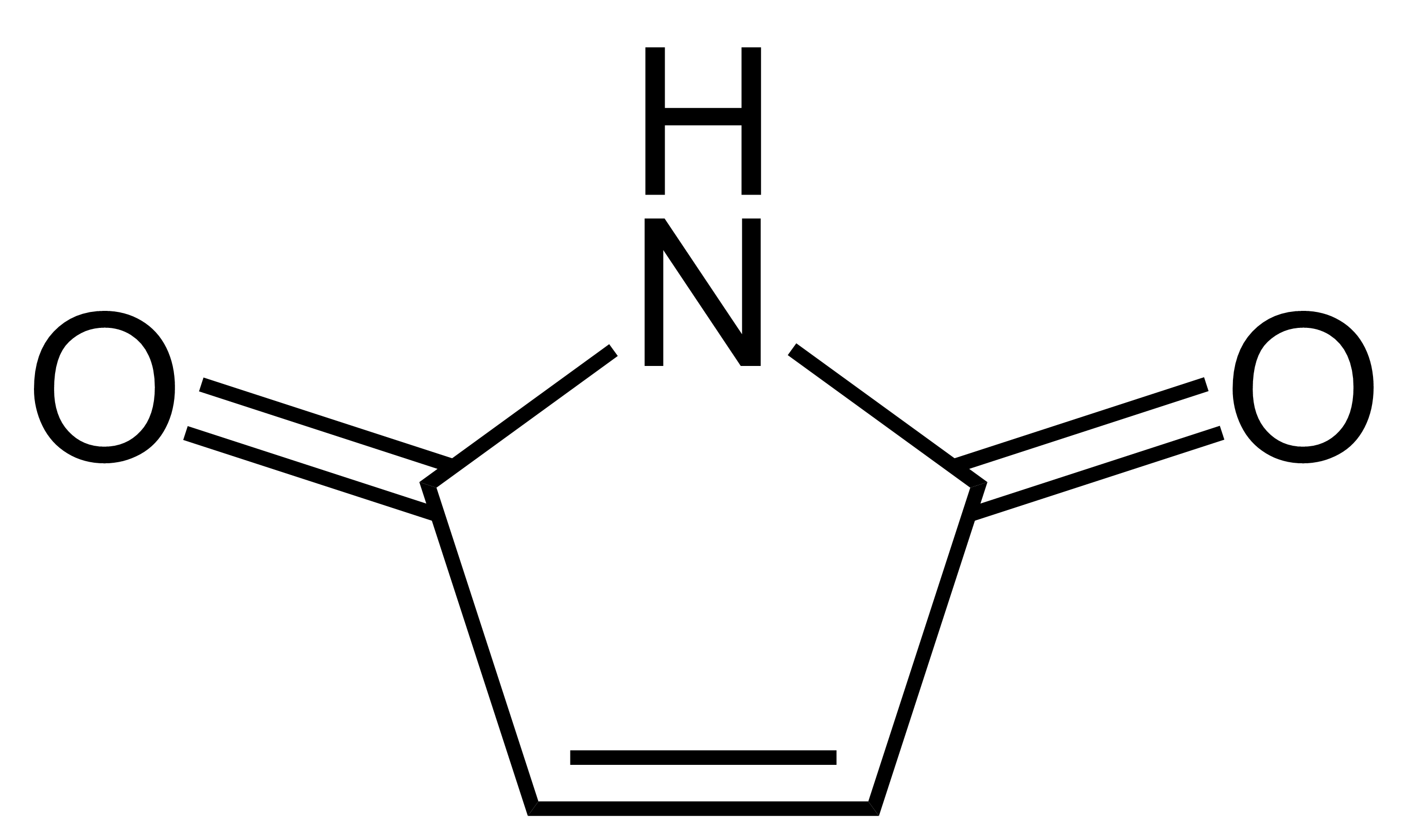
Малеімід

Малеімі́д – хімічна сполука з формулою H2C2(CO)2NH. Ненасичений циклічний імід, що має важливе значення в органічному синтезі і біоконжугіруванні (модифікуванні біологогічних об'єктів). Назва утворюється при злитті повної хімічної назви  сполуки:  "малеїнової кислоти імід".  Малеімідами також називають клас органічних сполук, що утворюються з вакантної молекули малеіміду за допомогою заміщення атома водню (N-H) на алкільний або арильний радикал (N-R). Роль замісника R може відігравати молекулярна сполука (наприклад, біотин), флуоресцентний барвник, олігосахарид, нуклеїнова кислота, реакційна хімічна група (для проведення подальшої хімічної реакції), синтетичний полімер (наприклад, поліетиленгліколь), або молекула білка.

## Інтернет-ресурси
- The MP4 website [Архівовано 29 вересня 2018 у Wayback Machine.], Molecule of the Month, December 2004